# 대한신문
대한신문(大韓新聞)은 1907년 7월 18일 창간되었던 대한제국 말기의 친일 신문이다. 이인직이 만세보(萬歲報)를 인수하여 창간한 신문으로, 이완용 내각의 기관지 구실을 하였다.
국권피탈 후 1910년 8월 30일 한양신문(漢陽新聞)으로 이름을 바꾸었으나 바로 다음날인 9월 1일 매일신보(每日新報)에 병합, 폐간되었다.

## 같이 보기
- 매일신보